# Jönshyttan

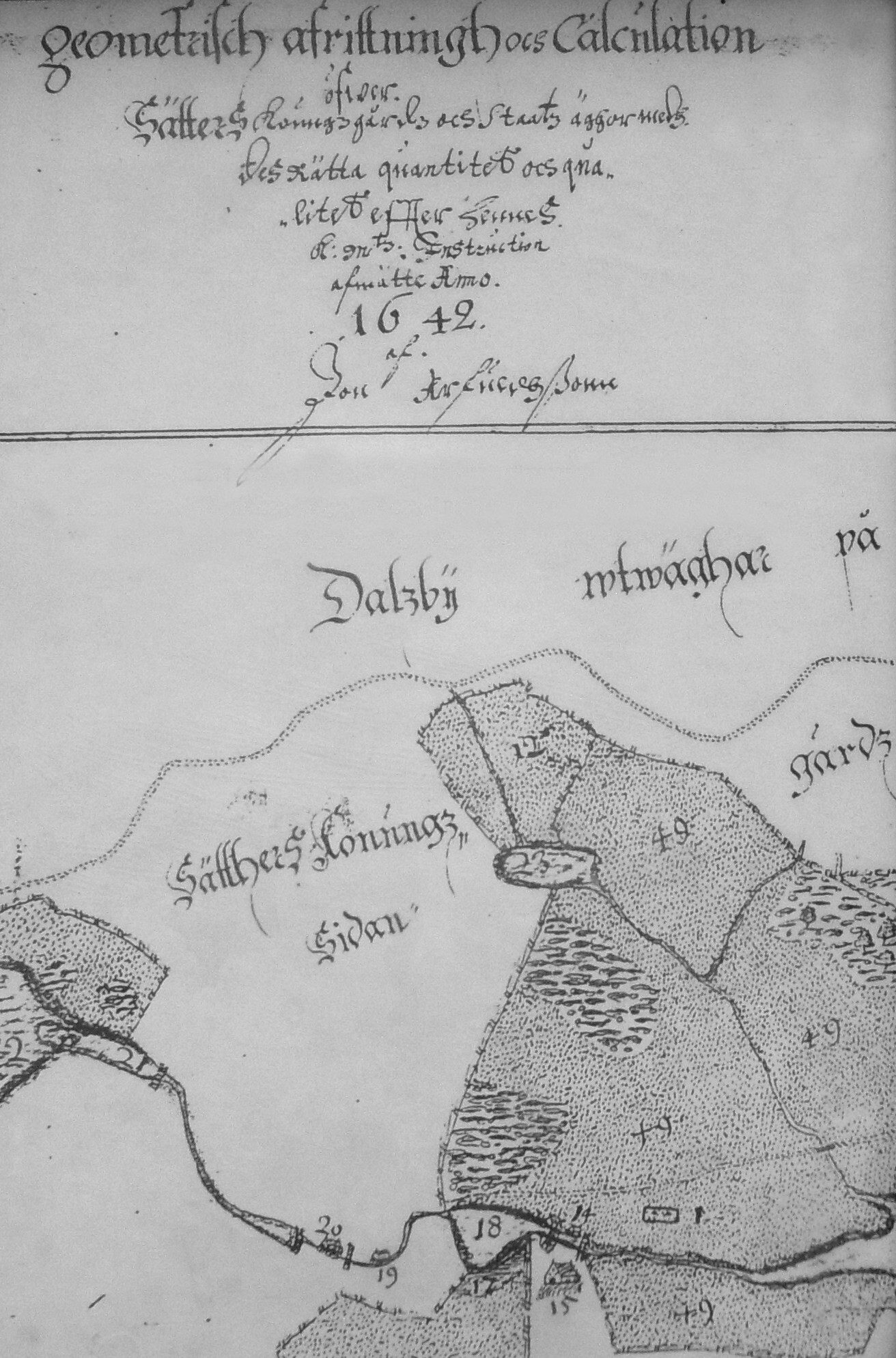
Karta över området, 1642

Jönshyttan är en medeltida bergslagsmiljö vid sjön Ljustern strax väster om Säter i Dalarna. 

## Historik

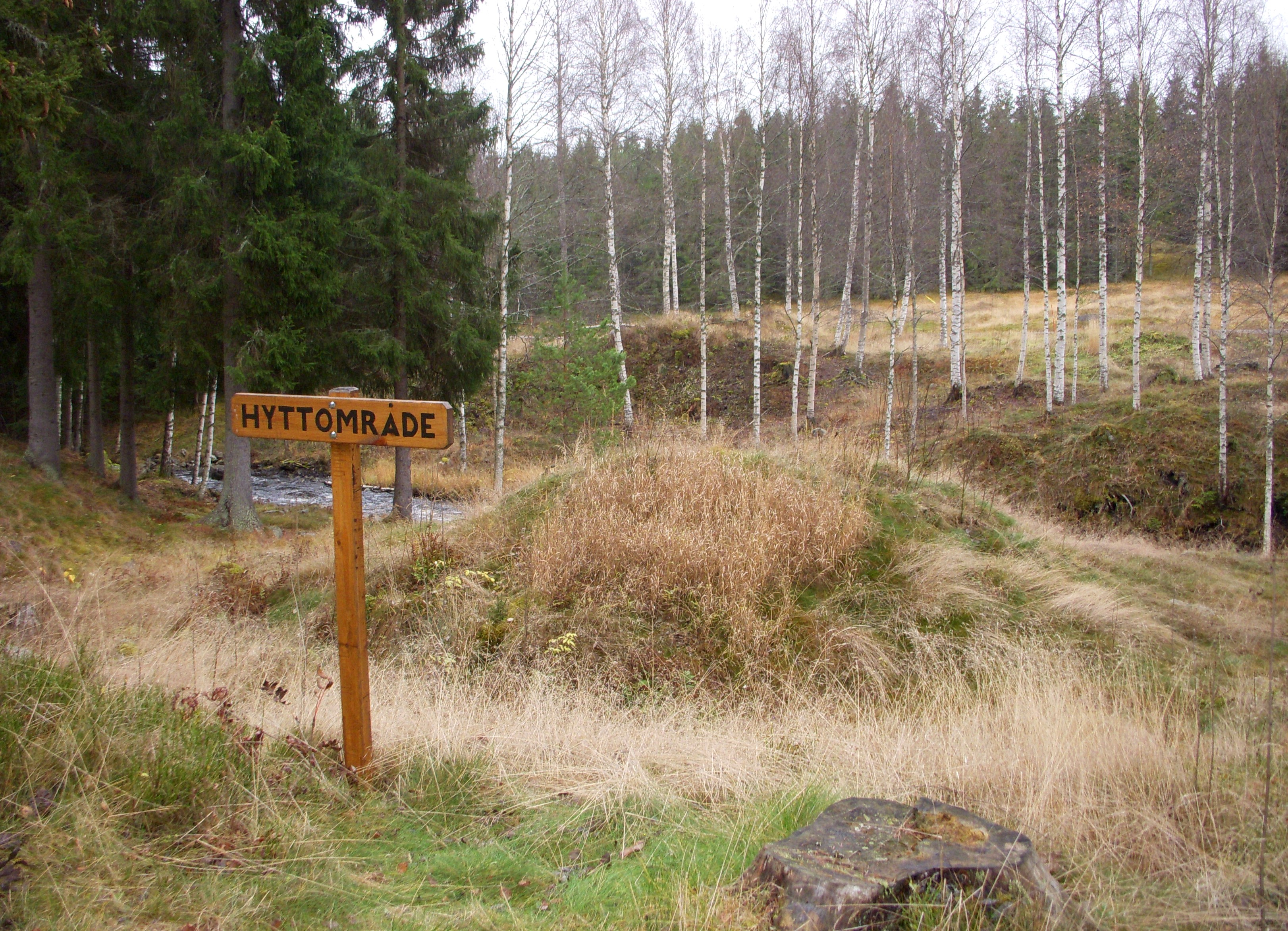
Hyttområdet 2011.

I Jönshyttan smältes på 1500-tal den silvermalm som bröts vid Östra Silvbergs gruva. År 1551 besökte Gustav Vasa anläggningen. På 1600-talet framställdes även tackjärn på platsen, troligen i en så kallad mulltimmerhytta. 
Vintertid fraktades malmen på slädar över isen och längs den medeltida körvägen vars rester fortfarande kan ses. Av hyttanläggningen återstår idag bara några slagghögar och husgrunder, bland dem grundstenar efter den rike silvbergsfogden Stig Hanssons timmerhus. Han avrättades den 19 maj 1522 för landsförräderi och hans egendom togs i beslag av Gustav Vasa.
Idag är inga byggnader bevarade. Jönshyttan ingår i kulturslingan Silverringen, som gör Dalarnas bergslagshistoria turistiskt tillgänglig och besökaren får en möjlighet att följa järnets och silvrets väg från gruva till hammare.